# Полтавкинська культура
Полтавкинська культура — археологічна культура розвинутої (середньої) бронзової доби. Займала велику територію степового і лісостепового Надволжя, Передуралля й частину Західного Казахстану.
Датується (2900) 2700—2100 роками до н. е..
Полтавкинська культура відома переважно за курганними могилами. Поселення виявлені тільки у північному Надкаспії та у Нижньому Надволжі.

## Дослідження
Виділена у 1920-ті роки саратовським археологом П. Д. Рау.
Полтавкинська культура названа за пам'яткою у заволзькому селі Стара Полтавка Старополтавського району на півночі Саратівської області.
Культура досліджувалася петербурзьким археологом Ермітажу Н. Д. Качаловою, І. Б. Васильєвим та П. Ф. Кузнецовим біля Самари, В. Я. Кияшко у Наддонні.

## Поширення
У Північному Надкаспії, Нижньму й Середньому Надволжі до Самарської Луки, від кордонів Казахстану та долиною річки Самари на сході до частини Нижнього Наддоння на заході.

## Вироби
Відмінність полтавкинської культури від ямної є у змінах у гончарних виробах і збільшення кількості металевих речей. Горщики стають плоскодонними.

## Господарство
Основне заняття полтавкинців — кочове скотарство.
За час існування полтавкинської культури відбувається помітне зростання чисельності населення, розширюється виробництво мідних знарядь праці й зброї, засноване на розробці мідистих піщаників Середнього Поволжя.
Удосконалення возів з дерев'яними колесами, запряжених биками, дозволило полтавкинцям проникати у віддалені райони Південної Європи.

## Поховання
Ямні поховання тривають й за полтавкинської доби, але з меншим використанням охри.
Полтавкинці ховали померлих в поодиноких могилах під великими насипними курганами в ямах глибиною понад 2 м. У похованнях простежується яскраво виражений культ вогню. Померлим клали мідні ножі, шила, списи, грушоподібні намиста, срібні та мідні прикраси у вигляді спіралей, глиняний посуд яйцеподібної форми, орнаментований гребінчастим штампом та дерев'яний посуд.

## Походження
Разом зі західною сусідкою катакомбної культурою вона є спадкоємицею ямної культури. Проте полтавкинська культура є повною наслідницею ямної культури на відміну від своєї західної сучасниці катакомбної культури, що наслідує ямну тільки частково. Ймовірно, у генезі полтавкинської культури також взяло участь місцеве енеолітичне населення.
Є припущення впливу майкопської культури на південні терена полтавкинської культури.
Деякі дослідники розглядають полтавкинську культуру як ранній прояв зрубної культури.
На базі цієї культури сформувалися племена зрубної культури. Вона також стала основою для пізнішої потапівської культури.

## Генетика
Аналіз ДНК у представників полтавкинської культури, що жили 4900-4400 років тому, були виявлені:
- Y-хромосомні гаплогрупи
  - за старою номенклатурою R1b1a2a2, або за новою номенклатурою, — R1b-ht35 чи R-Z2103) (2 зразки),
  - R1a1a1b2a або R-Z94 (1 зразок)
- мітохондріальні гаплогрупи
  - H6a2, H13a1a,
  - U2d2, U5a1c,
  - I3a[2].

R-Z2103 є східною лінією домінуючого у Західній Європі генного типу. Він відділився 3800 років до н. е. й за сучасності найпоширеніший серед вірмен, анатолійців, південних греків, албанців, лурів, румунів та мордви.
R-Z94 є частиною «слов'янської» R1a, до якої належить майже половина чоловіків України, проте R-Z94 має південний вектор, представники якого найчисельніші серед башкир, арабів, євреїв-ашкеназів та індійців.

## Культура у Пензенській області
У області пам'ятки культури представлені її середньоволзьким варіантом. Відомі поселення біля сіл Великий Колояр й Велика Кавендра Наровчанському районі. Більшість пам'ятників представлено курганними могильниками. Довготривалі поселення з добре вираженим культурним шаром в Середньому Поволжі невідомі.